# Relaciones Chile-Níger
Las relaciones Chile-Níger son las relaciones internacionales entre Chile y Níger.

## Relaciones diplomáticas
Chile y Níger no han establecido nunca relaciones diplomáticas de manera oficial.

## Relaciones comerciales
En 2023, el intercambio comercial entre ambos países ascendió a los 0,63 millones de dólares estadounidenses. Los principales productos exportados por Chile fueron jureles y recipientes de vidrio, mientras que Níger exportó cereales en grano y calcetines.

## Misiones diplomáticas
- Chile no tiene embajada en Níger.[3]
- Níger no tiene embajada en Chile.[3]